# Palatális, zöngétlen réshang
A palatális, zöngétlen réshang egyes beszélt nyelvekben használt mássalhangzó. A nemzetközi fonetikai ábécé (IPA) e hangot a ç jellel jelöli, X-SAMPA-jele pedig C. (A ç jel nem más, mint egy cédille-jel ellátott c betű, amit a francia nyelv is használ, bár ez a betű a francia helyesírásban nem palatális, zöngétlen réshangot, hanem /s/-t, vagyis alveoláris, zöngétlen réshangot jelöl.) A magyarban a j allofónjaként fordul elő pl. a kapj szó végén, illetve a német ich szóban lévő hangként is ismert. A ty elnyújtott ejtésével (illetve a helyén képzett réshanggal) közelíthető.
A palatális réshangok ritka fonémák, a /ç/ hang pedig a világ nyelveinek csupán 5%-ában fordul elő fonémaként. Elöl képzett magánhangzók mellett viszont nem ritka ez a hang a /x/ és a /h/ (ill. a magyarban a /j/) allofónjaként.

## Jellemzői
A palatális, zöngétlen réshang jellemzői:
- Képzésmódja réshang, vagyis létrehozásakor a légáramlat egy szűk csatornába (résbe) terelődik a képzéshelyen, s ott légörvényt kelt.
- Képzéshelye palatális, vagyis a nyelv középső vagy hátsó részét a kemény szájpadláshoz illesztve jön létre.
- Zöngésségi típusa zöngétlen, így a hangszalag rezgése nélkül képződik.
- Orális mássalhangzó, azaz a levegő a szájon át tudja elhagyni a beszédképző szerveket.
- Centrális mássalhangzó, tehát a légáram a nyelv közepénél halad át, nem pedig a szélénél.
- Légáram-mechanizmusa pulmonikus egresszív, vagyis a levegőt pusztán a tüdővel és a rekeszizommal kilélegezve képezhető, akárcsak a legtöbb más beszédhang.

## Előfordulása
| Nyelv     | Nyelv                               | Szó      | IPA                    | Jelentés         | Jegyzet                                                                   |
| --------- | ----------------------------------- | -------- | ---------------------- | ---------------- | ------------------------------------------------------------------------- |
| angol     | angol                               | hue      | [çuː] or [çjuː]        | ’árnyalat’       | A /h/ allofónja. L. angol hangtan                                         |
| azeri     | egyes nyelvjárásokban               | çörək    | [tʃœˈɾæç]              | ’kenyér’         | A /c/ allofónja.                                                          |
| finn      | finn                                | vihko    | [ˈʋiçko̞]               | ’füzet’          | A /h/ allofónja. L. finn hangtan                                          |
| görög     | görög                               | χιόνι    | [ˈço̞ni]                | ’hó’             | L. újgörög hangtan                                                        |
| haida     | haida                               | xíl      | [çɪ́l]                  | ’(fa)levél’      |                                                                           |
| holland   | holland                             | acht     | [ˈɑçt] (segítség·infó) | ’nyolc’          | Déli nyelvjárásokban. L. holland hangtan                                  |
| ír        | ír                                  | a Sheáin | [ə çaːnʲ]              | 'János (megsz.)' | L. ír hangtan                                                             |
| izlandi   | izlandi                             | hérna    | [çɛrtna]               | ’itt’            | L. izlandi hangtan                                                        |
| japán     | japán                               | 人/hito  | [çito]                 | ’személy’        | A /h/ allofónja /i/ előtt. L. japán hangtan                               |
| kabil     | kabil                               | ḵil      | [çil]                  | ’mérni’          |                                                                           |
| koreai    | koreai                              | 힘/him   | [çim]                  | ’erő’            | A /h/ allofónja. L. koreai hangtan                                        |
| lengyel   | lengyel                             | hiacynt  | [çat͡sɨnt]              | ’jácint’         | L. lengyel hangtan                                                        |
| magyar    | magyar                              | kapj     | [ˈkɒpç]                | ’kapj’           | A /j/ allofónja zöngétlen zörejhang és szóhatár között. L. magyar hangtan |
| német     | német                               | dicht    | [dɪçt]                 | ’sűrű’           | L. német hangtan                                                          |
| norvég    | norvég                              | kyss     | [çʏsː]                 | ’csók’           | L. norvég hangtan                                                         |
| pastu     | a ghilzai és a wardak nyelvjárásban | پښه      | [pça]                  | ’lábfej’         |                                                                           |
| skót gael | skót gael                           | eich     | [eç]                   | ’lovak’          |                                                                           |
| xârâcùù   | xârâcùù                             | ?        | [çɛɡɛ]                 | ’kő’             |                                                                           |